# Clostera bifira
Clostera bifira är en fjärilsart som beskrevs av Edwards 1886. Clostera bifira ingår i släktet Clostera och familjen tandspinnare. Inga underarter finns listade i Catalogue of Life.